# Phyllonorycter deschkai
Phyllonorycter deschkai là một loài bướm đêm thuộc họ Gracillariidae. Nó được tìm thấy ở Alps ở độ cao giữa 500 và 1.750 mét.
Có hai lứa trưởng thành một năm.
Ấu trùng ăn Amelanchier ovalis, Cotoneaster integerrimus, Cotoneaster nebrodensis, Sorbus aria và Sorbus chamaemespilus. Chúng ăn lá nơi chúng làm tổ.